# Maidu

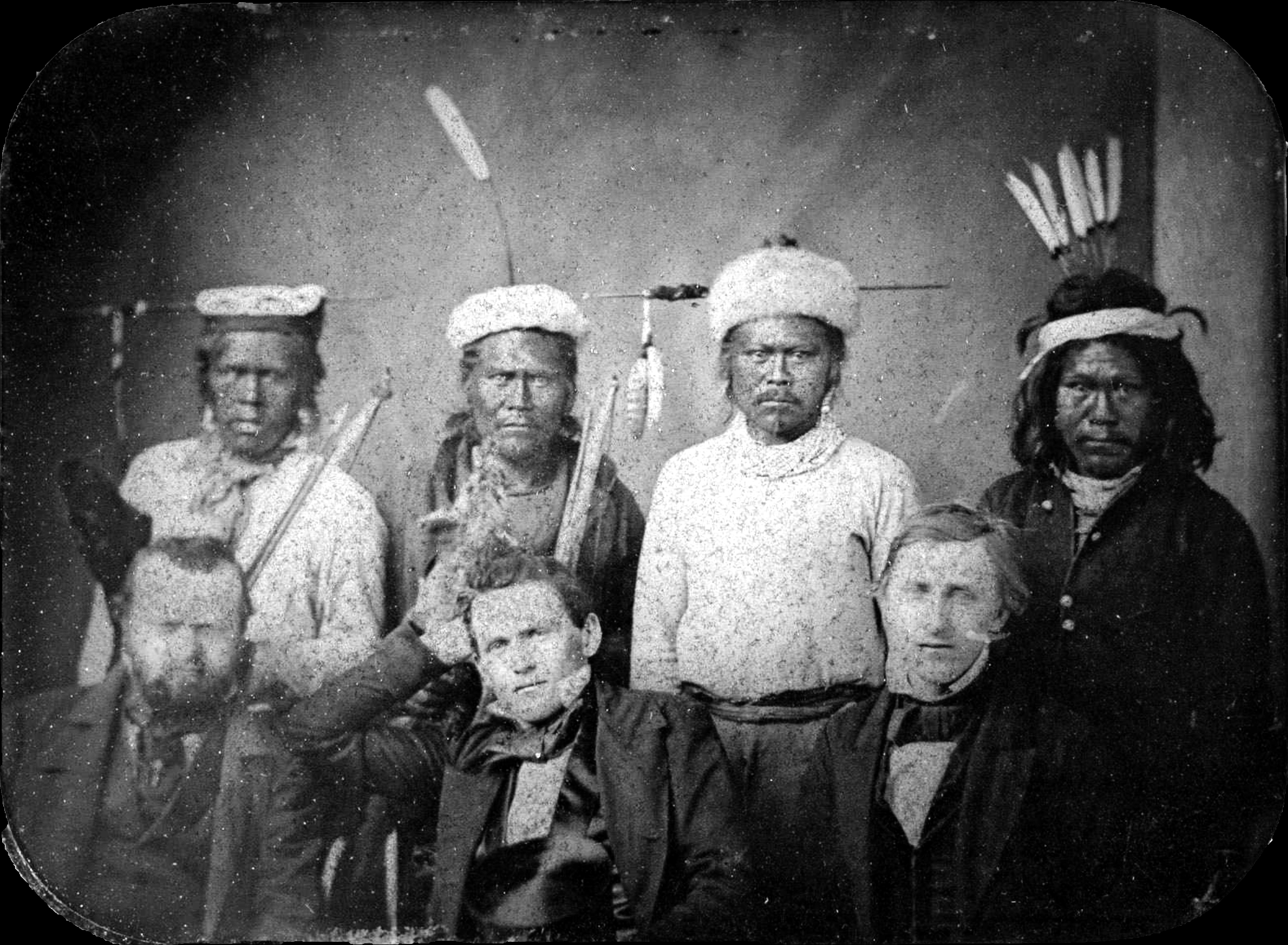
Zdjęcie wykonane w 1851.

Maidu – rdzenni mieszkańcy Ameryki Północnej, zamieszkujący obszar Kalifornii. Mieszkają w środkowym rejonie Sierra Nevady, w okolicy Feather River. Mieszkają także w okolicy Humbug Valley. W ich języku słowo maidu oznacza człowieka.

## Populacja
Alfred L. Kroeber oszacował populację ludu Maidu na 9000 osób w 1770. W 1910 szacowano, że ich liczba wynosi 1100 osób. Na początku XXI wieku stan populacji został określony na ok. 4000 osób.

## Współcześni artyści Maidu
| Imię i nazwisko | Przynależność    |
| --------------- | ---------------- |
| Dalbert Castro  | Nisenan          |
| Wallace Clark   | Koyom’kawi yepom |
| Frank Day       | Konkow           |
| Harry Fonseca   | Nisenan          |
| Janice Gould    | Konkow Maidu     |
| Judith Lowry    | Mountain Maidu   |
| Frank Tuttle    | Konkow Maidu     |